# Juventudes Andalucistas
Juventudes Andalucistas (JJAA) es una organización juvenil  de Andalucía encuadrada en el nacionalismo andaluz de izquierda.  Fue fundada en Córdoba en 1983.
La organización ha estado tradicionalmente vinculada al Partido Andalucista (PA), pero tras la disolución de este en 2015, la dirección de JJAA decidió seguir adelante de manera autónoma en su proyecto político nacionalista enfocado a la juventud. En 2020, las JJAA acordaron ser la organización juvenil del partido Andalucía Por Sí (AxSí), surgido tras la disolución del PA.

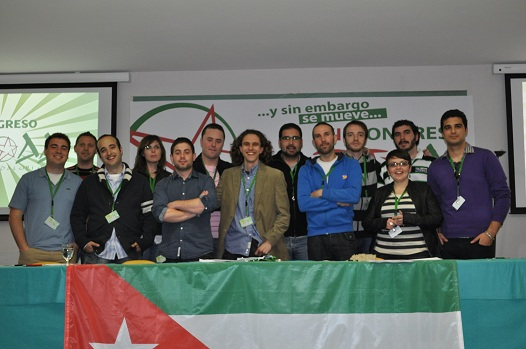
Foto de familia de la dirección de Juventudes Andalucistas elegida tras su XII Congreso (2011)

## Historia
Las Juventudes Andalucistas se constituyeron en la ciudad de Córdoba en julio de 1983 por un grupo de jóvenes adscritos al nacionalismo andaluz. Aunque no todos militaban en el entonces Partido Socialista de Andalucía (PSA) - que poco después cambió su denominación a Partido Andalucista (PA) - fueron reconocidos como organización juvenil de este Partido.
En septiembre de 2015, ante el Congreso convocado por el Partido Andalucista para decidir si continuaban con su actividad, las JJAA anunciaron que se desmarcaban de la decisión y seguirían en activo.
En 2020, las JJAA acordaron ser la organización juvenil del partido Andalucía Por Sí - Andalucistas (AxSí).

## Estructura
A lo largo de su historia la forma de estructurarse de JJAA ha ido siendo modificada en función de las circunstancias sociales y políticas de la organización, si bien, casi siempre ha recaído la máxima representatividad en un secretario general, en algunas fases de la historia esta dirección ha sido compartida con un presidente e incluso ejercida de forma colegiada por toda la Junta Nacional asumiendo las funciones de organización y coordinación el Secretario Nacional de Organización.

### Secretarios generales
| Período    | Secretario General           |
| ---------- | ---------------------------- |
| 1984-1986  | Sebastián Chávez de Diego    |
| 1986-1987  | José Luis Villar Iglesias    |
| 1988-1990  | Julián Álvarez Ortega        |
| 1990-1993  | Manuel Lazpiur Rodríguez     |
| 1993-1998  | Víctor Fuentes Guerra        |
| 1998-2001  | Antonio J. Rodríguez         |
| 2001-2003  | Jesús González Suárez        |
| 2003-2005  | José Luis Acevedo            |
| 2005-2011  | Miguel Ángel Jiménez         |
| 2011-2013  | David J. Gómez               |
| 2013-2016  | Francisco Benítez de la Lama |
| 2016-2020  | Adrián Sánchez Lora          |
| 2020-2025  | Fran Teja García             |
| Desde 2025 | Marta Calahuche              |

## Actividad

### Consejo de la Juventud de Andalucía
Las JJAA forman parte del Consejo de la Juventud de Andalucía desde su fundación en 1985, y a lo largo de su historia han formado parte de la Comisión Permanente en varias ocasiones.

### Consejo de la Juventud de España
Federación Concordia es una organización compuesta por organizaciones juveniles nacionalistas o regionalistas de diferentes puntos de España, entre los que se encuentran las propias JJAA y las organizaciones juveniles del Partido Regionalista de Cantabria (PRC), Coalición Canaria (CC), el Partido Riojano y Rolde Choben, juventudes del Partido Aragonés (PAR). En la actualidad las JJAA participan en las actividades del Consejo de la Juventud de España en calidad de Entidad de Pleno Derecho.

### Alianza Libre Europea de Jóvenes[6]
Las JJAA son también fundadoras de la Alianza Libre Europea de Jóvenes (EFAY), rama juvenil de la Alianza Libre Europea, ocupando desde 2011 hasta 2016 un puesto dentro de la dirección de la organización, primero con David Gómez Bellido y después con Pablo Peñuela.